# Gerovski Kraj
Gerovski Kraj je naselje u Hrvatskoj u sastavu Grada Čabra. Nalazi se u Primorsko-goranskoj županiji. 

## Zemljopis
Sjeverno je Gerovo, sjeverno-sjeverozapadno su Vode, sjeverno-sjeveroistočno su Smrečje i Mali Lug, sjeveroistočno su Podstene, Fažonci, Zamost i Smrekari i Hrib. Nacionalni park Risnjak je istočno i južno. Izvor rijeke Kupe je istočno-jugoistočno.

## Stanovništvo
| broj stanovnika | 161   | 182   | 132   | 184   | 180   | 200   | 208   | 224   | 239   | 213   | 188   | 151   | 118   | 122   | 104   | 95    | 72    |
|                 | 1857. | 1869. | 1880. | 1890. | 1900. | 1910. | 1921. | 1931. | 1948. | 1953. | 1961. | 1971. | 1981. | 1991. | 2001. | 2011. | 2021. |